# 劇団雲
劇団雲（げきだんくも）は、かつて存在した日本の劇団。1963年に結成され、1975年解散した。

## 概要

### 現代演劇協会・「雲」の結成
1963年1月14日、芥川比呂志以下、「文学座」の中堅・若手劇団員29名は文学座に退団届を提出し、元文学座文芸部員で評論家の福田恆存と、財団法人「現代演劇協会」を設立し、同協会附属の「劇団雲」に全員参加することを表明した。福田は、「雲」結成を新芸術運動とし、「築地小劇場以来の新劇の亡霊を排し、新しい演劇の創造を目指す」をスローガンに掲げ、「これは単なる劇団の分裂ではない。より大きな構想を持った、芸術上の動きである」と語った。
この集団脱退劇は、日本の演劇界始まって以来の大事件として多くのマスコミも関心を寄せた。脱退に至るまでの行動はすべて極秘裏に進められ、座の幹部の中村伸郎、杉村春子らは、まさに寝耳に水で、当日、1月14日に毎日新聞の朝刊が文学座の分裂をスクープするまで全くこの新集団結成の計画を感知できていなかった。「文学座」集団脱退の背景には、ベテランと中堅・若手陣とのズレがあったと言われる。1962年の『守銭奴』公演中、楽屋に、「演目の決定は劇団員の総意を反映させよ」「馴れ合いの配役反対」などと書かれた現状不満を訴える無署名のビラが張り出される事件が起こった。さらに、1960年の新劇合同訪中公演以降の劇団の左翼化傾向、政治運動への介入への反発も一因であった（俳優座や民藝などの当時の新劇はおおむね左翼に根ざしていたが、文学座は芸術至上主義を掲げ、もともとは政治的・思想的偏向にとらわれない劇団だった）。
分裂が報じられた1月14日は、杉村主演による文学座の本公演『クレランバール』の公演中で、内田稔、新村礼子、谷口香ら「雲」の参加者からも数名がこの舞台に出演していた。そのため、文学座からの脱退及び「雲」の結成はまだ先に予定されていたのだが、毎日新聞が報じたことにより急遽その日のうちに脱退の連名が文学座に提出されることになった。内田ら「雲」メンバーの出演者は、その後も出演し、千秋楽まで舞台を務めた。
福田は「雲」の創立声明書で、「今日、新劇は早くも当初の理念と情熱を失い、しかも拠るべき伝統はついに形成されず、依然として混迷のうちに停滞しながら、その不安をもっぱら独善的な自己満足のかげに糊塗しているかに見えます」と、当時の既存新劇を批判した。
同月19日、声明書に対して出された種々の意見への回答が新聞紙上に掲載される。

### 雲のレパートリー
1963年3月、ウィリアム・シェイクスピア作、福田の翻訳・演出による『夏の夜の夢』を旗揚げ公演として、「劇団雲」はスタートを切った。シェイクピア訳者の第一人者である福田による舞台は高い評価を受け、シェイクスピア劇は「雲」のレパートリーの支柱になった。この他、ユージン・オニール、バーナード・ショーなど、当時の日本の演劇界においてはほとんど取り上げられていなかった作家の作品を上演したり、マイケル・ベントール、ジャン・メルキュールら、海外の演出家を招いて演出させるなど、既存の新劇劇団にはなかった新しい試みも積極的に行っている。また、遠藤周作、安岡章太郎ら著名な小説家に戯曲を依頼し上演するなど、海外戯曲にとらわれず、国内の作家による創作劇にも力を入れていた。

### 芥川の復帰
1965年、「雲」の結成前から長期の病気療養中であった芥川が舞台に復帰し、翌年に遠藤周作作『黄金の国』で「雲」で初めて演出を手掛け、賞賛を得た。また、『リア王』（1967年）では福田演出、芥川主演で久々に名コンビによる舞台が復活するなど、芥川の復帰は「雲」に明るさをもたらした。1967年、福田は現代演劇協会内に、「雲」とは別に「劇団欅」を結成した。起用する俳優を外部から呼び寄せ、協会内に二つの劇団を抱えることになる。「雲」は芥川を中心として、福田や芥川の演出で翻訳劇から遠藤周作、安部公房らの書き下ろし作などを積極的に上演し、「欅」は、福田作・演出による書き下ろしや翻訳劇の、「雲」がカバーしきれない娯楽的要素の強いレパートリーを中心とし、それぞれの特色を見せて、「雲」と「欅」の二劇団体制は福田理事長の下、うまく機能するかに見えた。

### 福田と芥川の対立
1974年の三百人劇場の開場を目前に控えた頃から、福田と芥川の対立が先鋭化し始め、福田のワンマン体制に反発する声が「雲」からあがり始める。1973年、「欅」の中心メンバーである岡田眞澄、南原宏治が、現代演劇協会のマネージメント体制の弱さを理由に離脱した。そのため、福田は二人が抜けた「欅」の体制建て直しのため、芥川の影響力が大きくなった「雲」から手を引いて「欅」に専念し、芥川に「雲」の全権をあずけることになった。以降、福田が「雲」で演出する機会はなくなり、事実上「雲」は芥川の劇団となった。しかし、「雲」の中でも、加藤和夫、稲垣昭三、内田、西本裕行ら福田に近い俳優たちは、この福田色の排除と芥川色の強化に反感を覚え、「欅」が主力俳優の離脱により弱体化していることを幸いと、芥川の「雲」を離れて福田の「欅」に移籍した。これで、「雲」＝芥川派、「欅」＝福田派という色分けが鮮明になり、両劇団間の摩擦も大きくなっていく。
内閣調査室の職員・志垣民郎は、室長の富田朝彦、志垣、福田の3人で会合を行った1974年2月28日、福田が「芥川らのクーデター計画」を話題にした事を記録している、

### 現代演劇協会・「雲」の分裂
1975年、現代演劇協会専務理事・向坂隆一郎は、協会所属俳優（雲、欅劇団員）の外部出演をマネージメントする映画放送部門の会社化の提案を行った。三百人劇場建設のために協会の財政状況は逼迫しており、また岡田らがマネージメント体制の弱さを理由に退団したこともあって、俳優座映画放送に倣って俳優たちの映画・テレビ出演の売り込みの強化を図って協会を立て直そうという意図があった。この提案に、向坂に近い芥川は賛成するが、福田は「現代演劇協会創立時の理念に反する」と反対した。
この提案に対抗する形で、福田は「雲」と「欅」を解散し、両劇団の俳優をまとめて新たな劇団を立ち上げる統一劇団構想を表明、現代演劇協会の協会員にこの計画に関するアンケートを実施した。芥川の影響力を落とそうとの思惑が見て取れるこの提案には、「雲」所属の俳優の多くが反対したため、統一劇団構想は福田からいったん取り下げられたが、この対立はそれまでに蓄積された福田と芥川の感情的な対立や方向性の違いもあり、翌1976年度の公演レパートリーも決定できない状態になるなど、現代演劇協会は混乱し、完全に分裂状態となった。この騒動の最中、山﨑努、加藤治子らが退団した。
1975年7月31日、舞台『美女と野獣』公演終了直後、ついに芥川以下、仲谷昇、神山繁、岸田今日子ら「雲」の大半の俳優が現代演劇協会に退会届を提出し、翌8月1日、「演劇集団 円」結成を表明した。芥川は「円」結成の記者会見で、「福田理事長を頂点とするピラミッド型の組織の中で一種の酸欠状態を生じ、もはや創造的な活動は困難であると判断して新しい集団の結成に踏み切った」と、福田との溝の深さを吐露した。
一方の福田は、「雲と欅の対立、福田と芥川の対立といった次元のものではない」と述べている。「雲」には、小池朝雄、北村総一郎ら一部のベテラン・中堅と、若手俳優の計23人の俳優が残留したが、「雲」及び「欅」は同年末をもって解散し、翌1976年1月、「雲」の残留派と「欅」を統合し、現代演劇協会附属「劇団昴」を新たに結成、芥川らが去ったことにより、福田の統一劇団構想は実現した。なお、名古屋章ら一部の俳優は、どちらにも属さずフリーを選択した。

## 劇団雲創立参加者
1963年1月14日に文学座を脱退し、「雲」に参加した29人は以下のメンバー
- 芥川比呂志
- 荒川哲生
- 有馬昌彦
- 稲垣昭三
- 内田稔

- 加藤和夫
- 小池朝雄
- 神山繁
- 杉裕之
- 関堂一

- 高橋昌也
- 仲谷昇
- 名古屋章
- 梨田善昭
- 西沢利明

- 西本裕行
- 三谷昇
- 山﨑努
- 伊藤幸子
- 加藤治子

- 岸田今日子
- 佐野タダ枝
- 谷口香
- 中西由美
- 新村礼子

- 高木均
- 日塔智子
- 福田妙子
- 文野朋子
- 吉田千恵子

## 主な所属俳優
- 雲を離脱・演劇集団 円結成に参加
  - 中村伸郎、芥川比呂志、高木均、仲谷昇、神山繁、渥美国泰、高橋昌也、三谷昇、橋爪功、有川博、平野稔、岡本富士太、佐古正人、柏木隆太、佐々木敏、西田健、津村秀祐、丸岡奨詞、寺泉哲章、立川三貴、大原真理子、大谷朗、草野裕、神田橋満、南美江、文野朋子、岸田今日子、伊藤幸子、柳川慶子、平木久子、真屋順子、有田麻里、高林由紀子、松本留美、沢井孝子、山乃廣美、加藤美津子、森田はるか、和田恵利子ほか
- 雲に残留・劇団昴結成に参加
  - 小池朝雄、北村総一朗、石田太郎、遠藤征慈、柴田昌宏、簗正昭、小山武宏、遠藤浩、大貫一孝、御友公喜、谷口香、広村芳子、遊佐ナオ子ほか
- 劇団欅に移籍（1974年）
  - 加藤和夫、稲垣昭三、内田稔、西本裕行、福田妙子、新村礼子
- フリー、その他
  - 松村達雄、有馬昌彦（1982年、円に参加）、名古屋章、山﨑努、西沢利明（1978年、昴に参加）、野村昇史（1980年、円に参加）、寺田農、加藤治子、三井美奈、結城美栄子、中島久之、中村まり子、磯村健治、田中眞紀子（結婚引退、のちに衆議院議員）

劇団欅の所属俳優に関しては「劇団欅#主な所属俳優」を参照